# العلاقات السعودية السورينامية
العلاقات السعودية السورينامية هي العلاقات الثنائية التي تجمع بين السعودية وسورينام.

## مقارنة بين البلدين
هذه مقارنة عامة ومرجعية للدولتين:
| وجه المقارنة                                              | السعودية      | سورينام                        |
| --------------------------------------------------------- | ------------- | ------------------------------ |
| المساحة (كم2)                                             | 2.25 مليون    | 163.27 ألف                     |
| عدد السكان (نسمة)                                         | 33.00 مليون   | 563.40 ألف                     |
| الكثافة السكانية (ن./كم²)                                 | 14.67         | 3.45                           |
| العاصمة                                                   | الرياض        | باراماريبو                     |
| اللغة الرسمية                                             | اللغة العربية | اللغة الهولندية                |
| العملة                                                    | ريال سعودي    | دولار سورينامي، غيلدر سورينامي |
| الناتج المحلي الإجمالي (بليون دولار)                      | 683.83 مليار  | 3.32 مليار                     |
| الناتج المحلي الإجمالي (تعادل القوة الشرائية) بليون دولار | 1.69 تريليون  | 9.07 مليار                     |
| الناتج المحلي الإجمالي الاسمي للفرد دولار أمريكي          | 20.48 ألف     | 9.48 ألف                       |
| الناتج المحلي الإجمالي للفرد دولار أمريكي                 | 52.01 ألف     | 16.64 ألف                      |
| مؤشر التنمية البشرية                                      | 0.837         | 0.714                          |
| رمز المكالمات الدولي                                      | +966          | +597                           |
| رمز الإنترنت                                              | .sa           | .sr                            |
| المنطقة الزمنية                                           | ت ع م+03:00   | 00                             |

## منظمات دولية مشتركة
يشترك البلدان في عضوية مجموعة من المنظمات الدولية، منها:
| علم المنظمة | اسم المنظمة                        | تاريخ انضمام السعودية | تاريخ انضمام سورينام |
| ----------- | ---------------------------------- | --------------------- | -------------------- |
|             | يونسكو                             | 4 نوفمبر 1946         | 16 يوليو 1976        |
|             | البنك الدولي للإنشاء والتعمير      | 26 أغسطس 1957         | 27 يونيو 1978        |
|             | منظمة حظر الأسلحة الكيميائية       | ?                     | ?                    |
|             | الأمم المتحدة                      | 24 أكتوبر 1945        | 4 ديسمبر 1975        |
|             | مؤسسة التمويل الدولية              | 18 سبتمبر 1962        | 1 سبتمبر 2011        |
|             | وكالة ضمان الاستثمار متعدد الأطراف | 12 أبريل 1988         | 2 يوليو 2003         |
|             | منظمة التعاون الإسلامي             | 25 سبتمبر 1969        | ?                    |
|             | الاتحاد البريدي العالمي            | ?                     | ?                    |
|             | منظمة الشرطة الجنائية الدولية      | 13 يونيو 1956         | ?                    |
|             | منظمة التجارة العالمية             | 11 نوفمبر 2005        | ?                    |
|             | المنظمة الهيدروغرافية الدولية      | 8 أبريل 2002          | ?                    |
|             | الاتحاد الدولي للاتصالات           | 7 فبراير 1949         | 15 يوليو 1976        |

## وصلات خارجية
- موقع وزارة الخارجية السعودية
- موقع وزارة الخارجية السورينامية